# Praça da Liberdade
El paisatge i el conjunt arquitectònic de la Praça da Liberdade (Plaça de la Llibertat) és una síntesi d'estils que marquen la història de Belo Horizonte, i es troba a la regió de Savassi, la trobada de quatre vies principals:
- Cristóvão Colombo
- João Pinheiro
- Brasil
- Bias Fortes